# Lye (Francja)
Lye – miejscowość i gmina we Francji, w Regionie Centralnym, w departamencie Indre.
Według danych na rok 1990 gminę zamieszkiwało 850 osób, a gęstość zaludnienia wynosiła 34 osoby/km² (wśród 1842 gmin Regionu Centralnego Lye plasuje się na 469. miejscu pod względem liczby ludności, natomiast pod względem powierzchni na miejscu 495.).
W miejscowości działa parafia mariawicka pw. św. Szarbela, należąca do prowincji francuskiej Kościoła Starokatolickiego Mariawitów w RP.